# Tobin Marks
Tobin J. Marks (25 de noviembre de 1944) es un químico estadounidense, profesor de Química Catalítica e Ingeniería y Ciencia de materiales en la universidad de Northwestern.
Ha centrado su actividad investigadora en diferentes campos, como la química de organometálicos, la fotónica y la electrónica molecular. En 2005 recibió la Medalla Presidencial de las Ciencias y en 2008 el Premio Príncipe de Asturias de Investigación Científica y Técnica.
Vive en Evaston (Illinois), con su mujer e hija, estudiante de la Universidad de Stanford.
Tobin Marks está considerado un referente en la catálisis química, que le ha llevado a desarrollar procesos para varios tipos de plásticos reciclables e inocuos al medio ambiente. Ha desarrollado también un prototipo de celdas solares fotovoltaicas de tercera generación, compuestas de materiales orgánicos, flexibles, eficientes y de bajo coste, así como sensores y moduladores de luz para la transmisión más eficiente de datos.
Otros de sus logros son transistores y diodos emisores de luz basados en materiales orgánicos (OLED), que suponen ahorro energético y pueden ser incorporados en dispositivos electrónicos como PDAs, teléfonos celulares, siendo además la base del denominado papel electrónico.
Licenciado por la Universidad de Maryland (1966), en 1970 obtuvo el doctorado en el Instituto Tecnológico de Massachusetts (MIT). Actualmente es profesor Vladimir N. Ipatieff de Química, Ciencias de los Materiales y Química Catalítica en la Universidad Northwestern (Chicago).
Es autor de 902 artículos y 87 patentes, posee la Medalla Nacional de Ciencias (EE. UU., 2005), la de la Sociedad de Química (Reino Unido), el premio Karl Ziegler de la Sociedad de Química Alemana y la medalla del Instituto Americano de Química, entre otras. Entre los galardones que ha recibido destacan el Premio de la Sociedad Americana de Química por materiales polímeros (1983), Química Organometálica (1989), Química de Materiales (1994) Química Inorgánica (2001), distinguido por sus Servicios en el Fomento de la Química Inorgánica (2008) la Medalla Willard Gibs (2001), la Medalla Linus Pauling (2001), la Medalla F.A. Cotton (2000), el Paolo Chini Award de la Sociedad Italiana de Química (1999), las Medallas del Centenario y Frankland de la Real Sociedad de Química (1997, 2004), y el Burwell Award de la Sociedad Norteamericana de Catálisis (2001), entre otros.
Es miembro de la Academia Nacional de Ciencias de Estados Unidos, la Academia Estadounidense de las Artes y las Ciencias, y Academia Nacional de Ciencias de Alemania.
El 4 de junio de 2008, el Jurado del Premio Príncipe de Asturias de Investigación Científica y Técnica 2008 acordó por unanimidad conceder el Premio Príncipe de Asturias de Investigación Científica y Técnica 2008 a cinco científicos que son referentes universales en la Ciencia de Materiales y la Nanotecnología:
Tobin Marks, Shuji Nakamura, Robert Langer, George M. Whitesides y Sumio Iijima.
Según el acta del jurado, estos científicos "han descubierto los nanotubos de carbono, los diodos emisores de luz (LEDs), biomateriales que posibilitan la liberación inteligente de fármacos, la producción de tejidos y órganos para trasplante, así como la fabricación de materiales en la nanoescala, el desarrollo de nuevos plásticos y materiales reciclables, técnicas todas ellas fundamentales para el desarrollo sostenible del planeta y la lucha contra la pobreza. Sus trabajos contribuyen de forma decisiva al ahorro energético y a la utilización de nuevas fuentes de energía.
Todos estos nuevos conocimientos básicos, nuevas técnicas y descubrimientos y fascinantes tecnologías, que están impulsando una revolución sin precedentes, son de trascendental importancia para el progreso de la Humanidad."